# 筑紫山地
筑紫山地（つくしさんち）は、おもに福岡県、佐賀県、長崎県にまたがって北東から南西方向に走る山地。地形的には準平原化が進んだ後に隆起浸食を受けており、高くても1,000m前後のなだらかな地形である。
筑紫野市に始まり、伊万里市・佐世保市に至る西側で複数山列に分かれる背振・天山の山系は「西海（東シナ海）に『尽きる』」という意味から、佐賀県域では「つくし」山地と呼ばれる。なお、佐賀県東部から中部はそれらをエリアで分けた「脊振山地・脊振山系」「天山山系」という呼び名で通っており、海に至る西部（伊万里市・佐世保市）の方は「筑紫山地」という呼び方をよく好まれる。

## 概要
筑紫山地は地体構造上、西南日本内帯に位置し、中国山地の延長上にある。中国山地が連続した山地であるのに対し、この山地は筑豊盆地、福岡平野、筑紫平野などにより地塊に分断されている。
- 北東から本州と対峙する企救山地
- 紫川の東側に位置する貫山地
- 紫川の西側に位置する福智山地
- 筑豊盆地・筑紫平野・京都平野・中津平野・宇佐平野・日田盆地・安心院盆地などの間の古処・馬見山地（北西部山塊）および英彦山山地（東部山塊）
- 筑豊盆地と福岡平野の間の三郡山地
- 筑後川の南の耳納山地
- 福岡県最高峰の釈迦岳などの「津江三山」が形成する津江山地（広義では耳納山地に含まれる）
- 福岡・佐賀両県境の脊振山地
- 佐賀県から長崎県にかけての肥前山地（国見山地）

などの総称である。これらの山地の多くは断層山地と考えられているが、まだ確認はされていない。地質は大部分が中生層、古生層、花崗岩類であるが、肥前山地では第三紀層上の厚さ約300メートルの玄武岩が台地を形成している。標高は大部分が1,000メートル前後であるが、東の企救山地は最高598メートル（足立山）、西の肥前山地は最高777メートル（国見山）である。企救山地から脊振山地にかけては標高約1,000メートル、500メートル、300メートルの3段の浸食平坦面が形成されており、3回の間欠的な土地隆起があったことを示している。肥前山地の玄武岩溶岩の基底面は第三紀層を切る浸食平たん面であり、その高度は東で最も高く標高400メートルを超えるが西では海面の高さまでくだる。玄武岩溶岩の厚さがほぼ一定しているために山地全体が西に傾いている。南の耳納山地は北に直線的で急な斜面を、南には緩やかな斜面をもっているため、形態的には典型的な傾動地塊となっている。
各山塊の周囲にはしばしば第三紀層の夾炭層が堆積しており、かつては筑豊炭田、糟屋炭田、唐津炭田、北松炭田を形成していた。また貫山地には山口県の秋吉台に続く石灰岩が分布し、典型的なカルスト台地である平尾台が位置しており、その周辺では香春岳などに多数のセメント工場が立地している。

## 筑紫山地に含まれる山地・山塊
- 企救山地
- 貫山地
- 福智山地
- 英彦山山地
- 古処・馬見山地
- 三郡山地
- 脊振山地
- 耳納山地
  - 津江山地
- 筑肥山地
- 肥前山地（国見山地）